# ケモゲノミクス

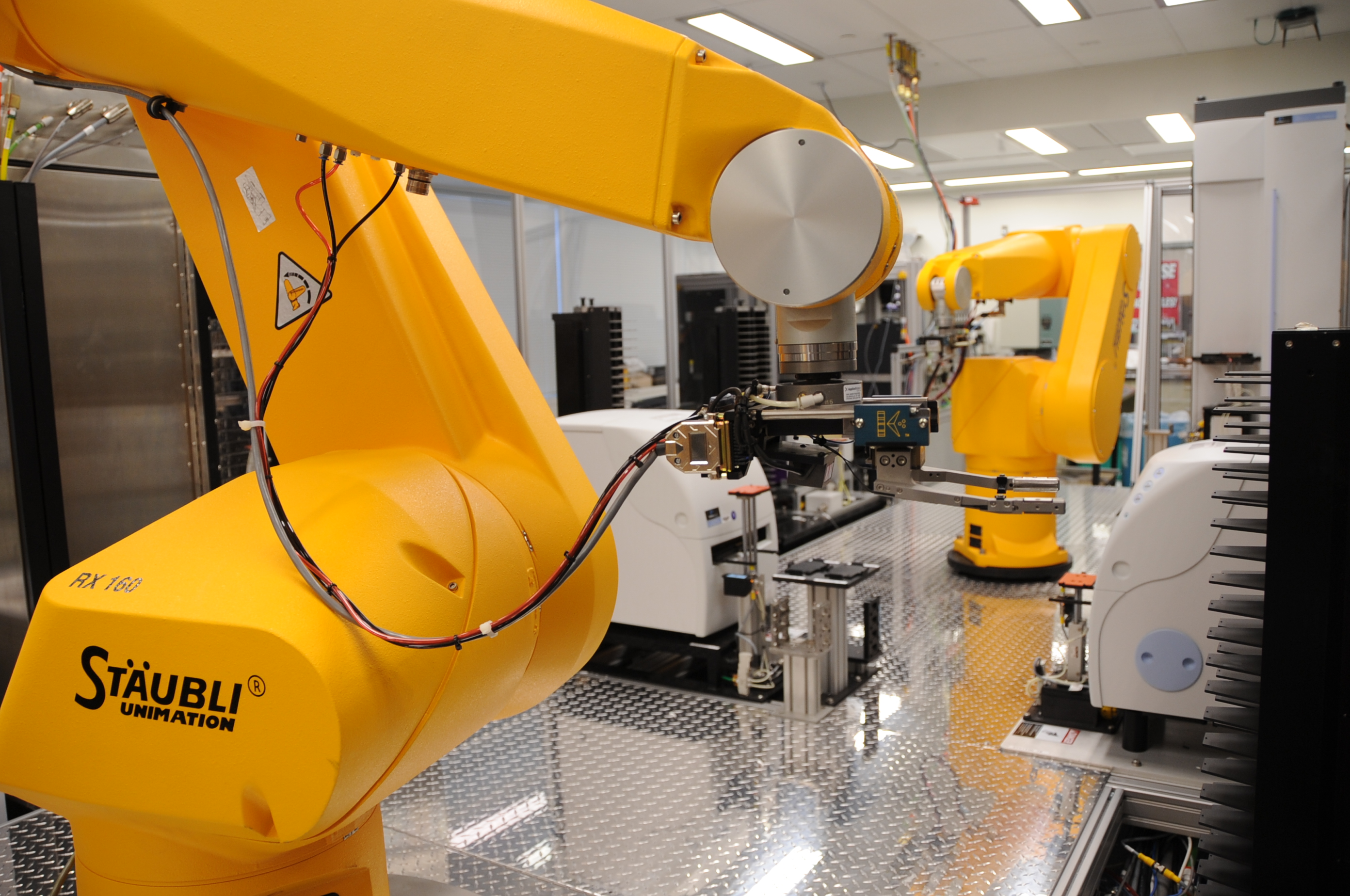
インキュベーターからアッセイプレートを回収するケモゲノミクス・ロボット。

ケモゲノミクス（英: chemogenomics）または化学遺伝学（かがくいでんがく、英: chemical genomics）とは、小分子の化学ライブラリーを個々の創薬標的ファミリー（Gタンパク質共役受容体、核内受容体、キナーゼ、プロテアーゼなど）に対して系統的にスクリーニングすることであり、新薬や創薬標的を同定することを最終目的としている。一般的に、標的ライブラリーの一部のメンバーが十分に解明されるのは、機能が決定されて、かつ、それらの標的の機能を調節する化合物（受容体の場合はリガンド、酵素の阻害剤、イオンチャネルの遮断剤）が同定されている場合である。標的ファミリーの他のメンバーは、既知のリガンドを持たない未知の機能を持っている可能性があるため、オーファン受容体として分類される。その標的ファミリーのうち、あまり知られていないメンバーの活性を調節するスクリーニングヒットを特定することで、これらの新規標的の機能を解明することができる。さらに、これらの標的に対するヒット化合物は、創薬の出発点として利用することができる。ヒトゲノムプロジェクトの完了により、治療的介入のための潜在的な標的が豊富に提供された。ケモゲノミクスでは、これらの潜在的な標的のすべてに対して、可能性のあるすべての薬剤の作用を横断的に研究することを目指している。
標的化学ライブラリーを構築する一般的な方法は、標的ファミリーの少なくとも1つ、できれば複数のメンバーの既知のリガンドを含めることである。1つのファミリーメンバーに結合するように設計および合成されたリガンドの一部は、追加したファミリーメンバーにも結合するので、標的化学ライブラリーに含まれる化合物は、標的ファミリーの高い割合に集団的に結合することが見込まれる。

## 戦略
ケモゲノミクスは、リガンドとして機能する活性化合物をプローブとして用い、プロテオームの機能を明らかにすることで、標的と創薬を統合するものである。低分子化合物とタンパク質の相互作用により、表現型が誘導される。その表現型が明らかにされると、タンパク質を分子イベントに関連付けることができる。遺伝学と比較して、ケモゲノミクス技術は、遺伝子ではなくタンパク質の機能を変更することができる。また、ケモゲノミクスは、相互作用だけでなく可逆性もリアルタイムで観察することができる。たとえば、表現型の変化は、特定の化合物を添加した後にのみ観察でき、培地から回収した後に中断できる。
現在、ケモゲノミクスには、フォワード・ケモゲノミクスとリバース・ケモゲノミクスという2つの実験的アプローチがある。フォワード・ケモゲノミクスは、細胞や動物に特定の表現型を与える分子を探索することで創薬標的を同定しようとするもので、これに対して、リバース・ケモゲノミクスは、所与のタンパク質と特異的に相互作用する分子を探索することで表現型を検証することを目的としている。これらのアプローチはどちらも、化合物の適切なコレクションと、化合物をスクリーニングし、生物学的標的と生物学的活性化合物を並行して検索し同定するための適切なモデル系を必要とする。フォワード・ケモゲノミクスやリバース・ケモゲノミクスのアプローチによって発見された生物学的活性化合物は、特定の分子標的に結合して調節することから、モジュレーターとして知られており、「標的治療薬」として使用することができる。

### フォワード・ケモゲノミクス
フォワード・ケモゲノミクス（forward chemogenomics、順化学遺伝学）は、古典的化学遺伝学（classical chemogenomics）とも呼ばれ、特定の表現型を研究し、その機能と相互作用する低分子化合物を同定するものである。この望ましい表現型の分子的基礎は不明である。モジュレーターが同定されると、その表現型の原因となるタンパク質を探すためのツールとして用いられる。たとえば、機能喪失の表現型は、腫瘍の増殖を停止させる可能性がある。標的表現型につながる化合物が同定されたら、遺伝子およびタンパク質の標的を特定することが次のステップとして必要となる。フォワード・ケモゲノミクス戦略の主な課題は、スクリーニングから標的の同定に直接につながる表現型アッセイの設計である。

### リバース・ケモゲノミクス
リバース・ケモゲノミクス（reverse chemogenomics、逆化学遺伝学）では、in vitroの酵素試験において、酵素の機能を阻害する低分子化合物を同定する。モジュレーターが特定されると、その分子によって誘発された表現型が、細胞単独または生物全体での試験で分析される。この方法によって、生物学的反応における酵素の役割が特定または確認される。リバース・ケモゲノミクスは、過去10年間に創薬や分子薬理学に適用されてきたターゲットベースのアプローチと実質的に同じだった。現在、この戦略は、並列スクリーニングと、1つの標的ファミリーに属する多くの標的に対してリード最適化を実行する機能によって強化されている。

## 用途

### 作用機構の決定
ケモゲノミクスは、伝統中国医学（TCM）やアーユルヴェーダの作用機構（mode of action、MOA）の特定に用いらている。伝統医薬に含まれる化合物は、通常、合成化合物よりも溶解性が高く、「特権構造」（さまざまな生体内に結合することがより頻繁に認められる化学構造）を持ち、安全性や許容因子もより包括的に知られている。したがって、これによって新規化学物質を開発する際のリード構造の資源として特に魅力的となる。代替医療に用いられる化合物の化学構造とその表現効果を含むデータベースや、in silico分析は、伝統医薬の既知の表現型に関連するリガンド標的を予測することにより、たとえばMOAの決定に役立つことがある。伝統中国医学の事例研究では、「調色および補充薬」という治療クラスが評価された。このクラスの治療作用（または表現型）には、抗炎症、抗酸化、神経保護、低血糖活性、免疫調節、抗転移、および血圧降下が含まれる。ナトリウム-グルコース輸送タンパク質およびPTP1B（インスリンシグナル制御因子）は、示唆された低血糖表現型と関連する標的として同定された。アーユルヴェーダの事例研究では、抗がん剤製剤が対象にされた。この場合、標的予測プログラムは、ステロイド-5α-リダクターゼのような癌の進行に直接関係する標的や、排出ポンプP-gpのような相乗的な標的を収集した。このような標的と表現型の関連は、新規MOAを同定するのに役立つ。
伝統中国医学やアーユルヴェーダだけでなく、ケモゲノミクスは創薬の初期段階から適用して化合物の作用機序を決定したり、毒性や有効性のゲノムバイオマーカーを用いて第I相および第II相臨床試験に適用することができる。

### 新規創薬標的の同定
ケモゲノミクス・プロファイリングは、まったく新しい治療標的、たとえば新しい抗菌剤の同定に使用することができる。この研究では、ペプチドグリカン合成経路で使われるmurDと呼ばれる酵素の既存のリガンドライブラリーの有効性が利用された。研究者らは、ケモゲノミクスの相似性原理に基づき、murDリガンドライブラリーを他のmurリガーゼファミリーのメンバー（murC、murE、murF、murA、murG）にマッピングし、既知のリガンドの新しい標的を同定した。ペプチドグリカン合成は細菌に固有であるため、同定されたリガンドは、実験的アッセイにおいて広域スペクトルのグラム陰性菌阻害剤であると予想される。構造および分子ドッキングの研究により、murCおよびmurEリガーゼのリガンド候補が明らかになった。

### 生物学的経路における遺伝子の同定
翻訳後修飾されたヒスチジン誘導体のジフタミドが決定されてから30年後、ケモゲノミクスは、その合成の最終段階を担う酵素の発見に成功した。ジフタミドは、翻訳伸長因子2（eEF-2）上に存在する翻訳後修飾ヒスチジン残基である。ジプチンに至る生合成経路の最初の2段階は知られていたが、ジプチンをジフタミドにアミド化する酵素は不明なままであった。研究者たちは、出芽酵母（Saccharomyces cerevisiae）のコフィットネス・データを利用した。コフィットネス・データとは、任意の2つの異なる欠失株の間で、さまざまな条件下での成長適応度の類似性を表すデータである。ジフタミド合成酵素遺伝子欠損株は、他のジフタミド生合成遺伝子欠損株と高い適応度を持つはずであるという仮定の下で、彼らはylr143wを既知のジフタミド生合成遺伝子欠損株の中で最も高い適応度を持つ株として同定した。その後の実験的アッセイにより、YLR143wはジフタミド合成に必要であり、欠損しているジフタミド合成酵素であることが確認された。

## 参照項目
- ケミカルバイオロジー
- en:Chemical genetics
- 創薬
- ハイスループットスクリーニング
- 個別化医療
- 表現型スクリーニング

## 推薦文献
- Folkers G, Kubinyi H, Müller G, Mannhold R (2004). Chemogenomics in drug discovery: a medicinal chemistry perspective. Weinheim: Wiley-VCH. ISBN 978-3-527-30987-0
- Jacoby E (2009). Chemogenomics: methods and applications. Totowa, NJ: Humana Press. ISBN 978-1-60761-273-5
- Weill N (2011). “Chemogenomic approaches for the exploration of GPCR space”. Current Topics in Medicinal Chemistry 11 (15):  1944–55. doi:10.2174/156802611796391212. PMID 21470168.